# La Ilustración Gallega y Asturiana
La Ilustración de Galicia y Asturias, después conocida como La Ilustración Gallega y Asturiana y finalmente como La Ilustración Cantábrica fue una revista ilustrada editada en Madrid entre 1878 y 1882.

## Trayectoria
El propietario fue Alejandro Chao Fernández, la parte literaria era dirigida por el intelectual galleguista Manuel Murguía y la artística por José Fernández Cuevas (1844-c. 1929) y administrada por Luis Taboada. Se trataba de una publicación multilingüe, editada en gallego, bable y español.
El primer número, con los dos primeros títulos, se publicó el 15 de junio de 1878. El 10 de enero de 1879 apareció con el título La Ilustración Gallega y Asturiana, pasando de tener una periodicidad quincenal a decenal. Más tarde, el 8 de enero de 1882, pasa a denominarse La Ilustración Cantábrica, dejando de publicarse, definitivamente, aquel mismo año.
En ella publicaron textos autores como Rosalía de Castro, Eduardo Pondal o Manuel Curros Enríquez. Además, en sus páginas salió la primera novela en gallego, Majina ou a filla espúrea, de Marcial Valladares Núñez.